# Giovan Battista Foggini

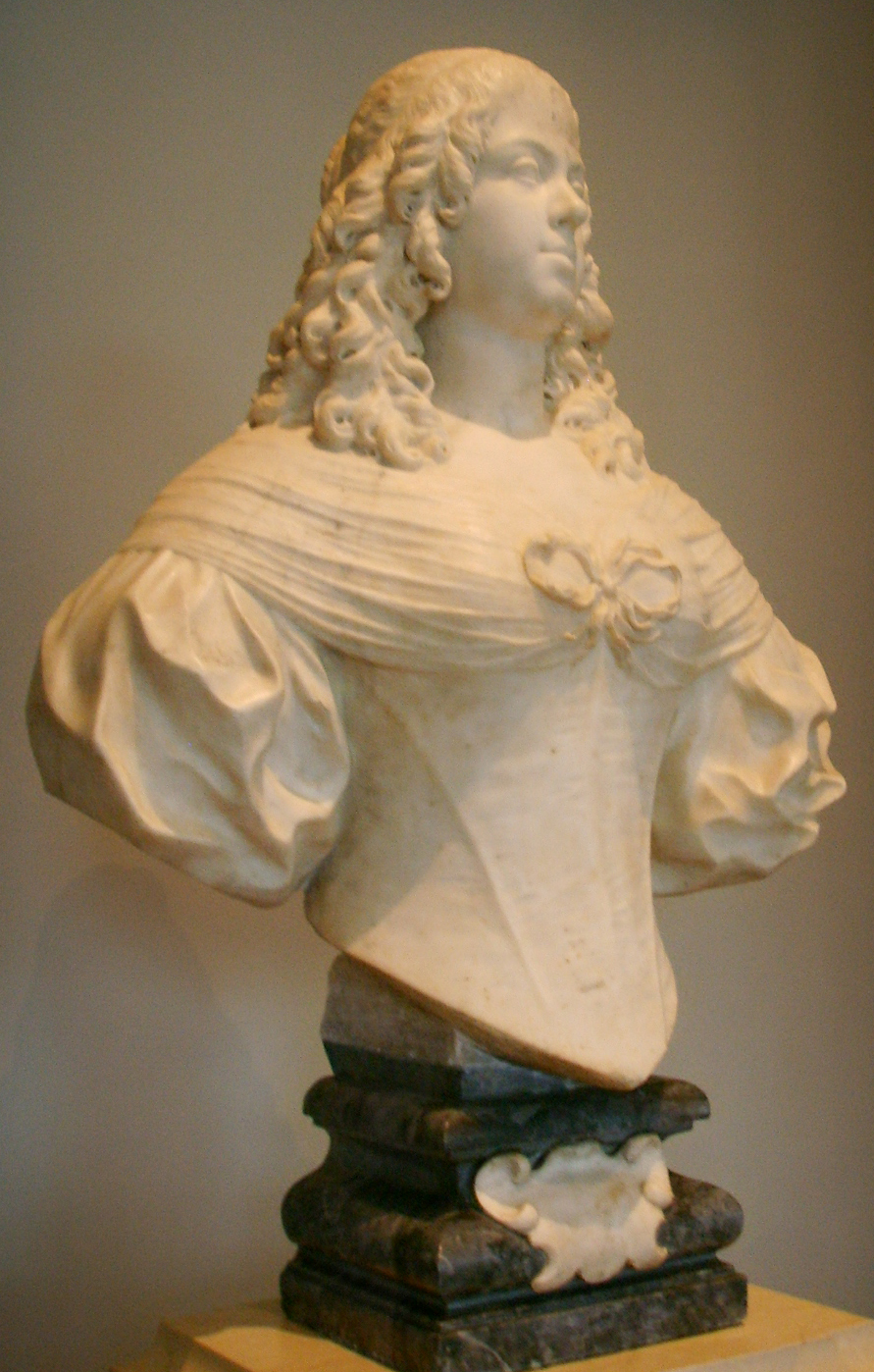
Vittoria della Rovere, National Gallery di Washington

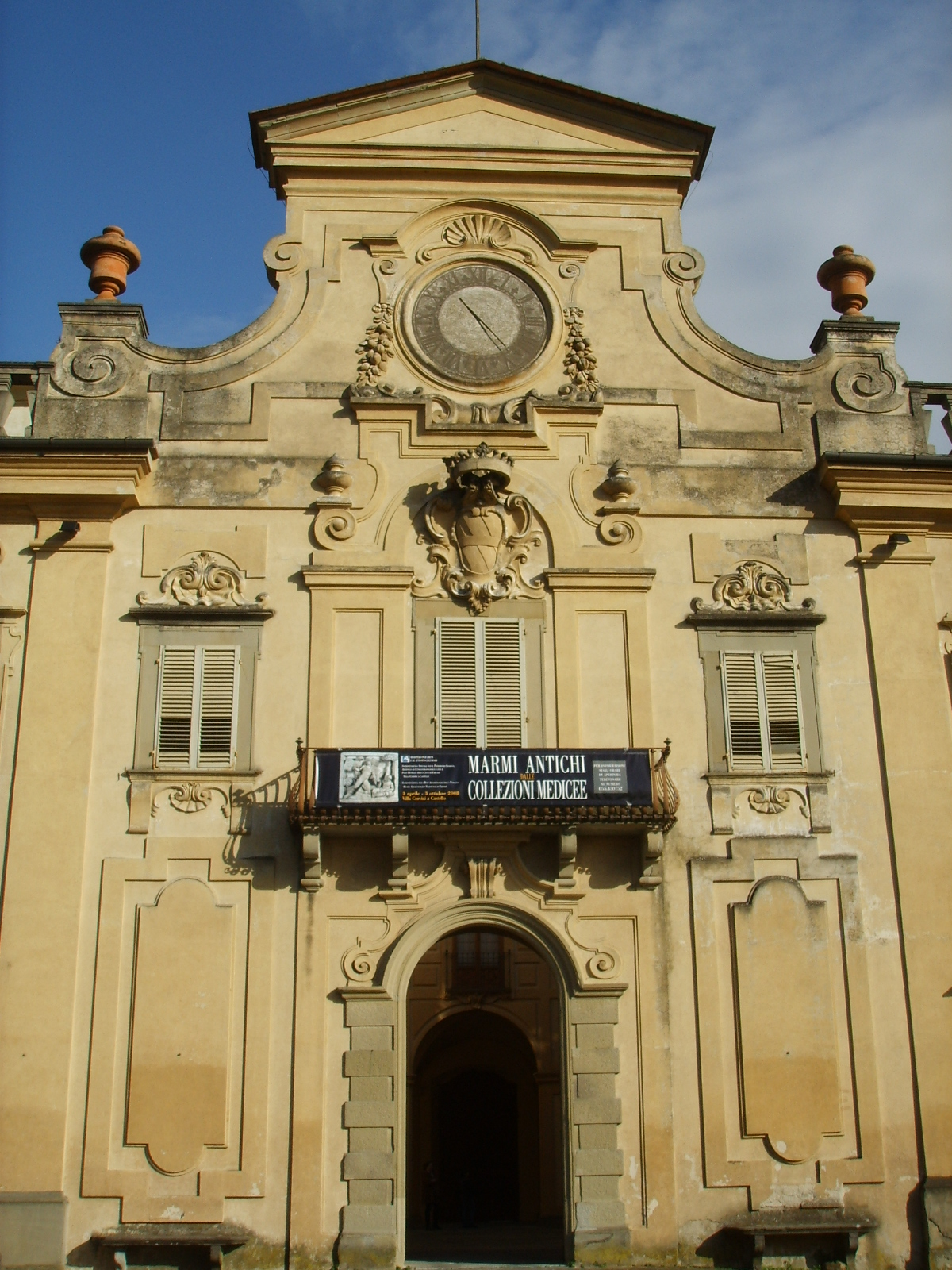
Villa Corsini a Castello, Firenze

Giovanni Battista Foggini (Firenze, 25 aprile 1652 – Firenze, 12 aprile 1725) è stato uno scultore e architetto italiano.

## Biografia
Mostrò sin da bambino una forte inclinazione per le arti, subito sostenuta dallo zio, lo scultore Jacopo Maria Foggini, il quale, dopo avergli fatto studiare disegno e pittura con Jacopo Giorgi e Vincenzo Dandini, lo prese come apprendista nella propria bottega.
Grazie all'interessamento del granduca Cosimo III de' Medici, nel 1673 fu inviato a Roma per entrare nell'Accademia Fiorentina, di recente istituzione, dove collaborò con Ercole Ferrata, a sua volta seguace di Alessandro Algardi. Qui venne istruito dal primo direttore Ciro Ferri, che era stato allievo di Pietro da Cortona, specializzandosi nella scultura, ma non mancando di approfondire aspetti legati all'architettura e alla decorazione di interni.
Ritornò a Firenze nel 1676 con un bagaglio di novità del barocco romano e ottenne subito alcuni incarichi come scultore. I primi lavori conferirono fama al giovane Foggini, il quale, in qualità di assistente dell'architetto Pier Maria Baldi, poté così essere introdotto nei cantieri del casato mediceo.
Nel 1685, con l'abbandono della scena artistica da parte di Pier Maria Baldi, per Foggini fu l'inizio di una prestigiosa carriera a servizio dei Medici, come attestato dalle cariche ufficiali di scultore di corte, "Architetto Primario della Casa Serenissima" e direttore dei lavori della "Real Galleria e Cappella".
Alle numerose commissioni provenienti dal casato mediceo, si aggiunsero inoltre quelle di alcune delle più importanti famiglie del Granducato di Toscana, che lo videro impegnato nella costruzione di palazzi, ville e cappelle in molte località toscane.
Si destreggiò abilmente nei principali settori dell'espressione artistica, praticati tutti, con l'esclusione della pittura. Seppe elaborare un proprio linguaggio che finì per identificarsi, con felice simbiosi con quello di Cosimo III. Foggini fu infatti sicuramente uno degli artefici che incarnò al meglio il gusto del granduca e del figlio, il "gran principe" Ferdinando.
Se è vero che durante tutta la sua vita operò prevalentemente proprio nel territorio del Granducato di Toscana, tuttavia è altrettanto vero che non smise mai di aggiornarsi sulle novità romane. Alcuni individuano nella sua opera un momento nel quale Firenze divenne di nuovo un grande centro culturale ed artistico propositivo di nuovi linguaggi ufficiali, raccogliendo un'eredità non indifferente che condizionò lo sviluppo del prossimo Rococò e del linguaggio Barocco, per certi versi, non inferiore rispetto a quello di matrice romana. Tuttavia, a causa di stereotipi e pregiudizi, che tendono a incasellare la città di Firenze come mera culla del Rinascimento, soltanto di recente se ne sta scoprendo l'enorme valore artistico ed architettonico.
Il suo capolavoro come scultore si trova nella Cappella Corsini della chiesa del Carmine, dove per la prima volta un artista fiorentino si staccò dal Manierismo della scuola del Giambologna per seguire esperienze contemporanee del barocco romano. Un altro importante lavoro fu la decorazione della Cappella Feroni nella Basilica della Santissima Annunziata.
Cospicua fu la sua attività come architetto, dove mise mano a gran parte dei palazzi fiorentini in costruzione o riedificazione all'epoca. Si ricorda lo scalone di Palazzo Medici-Riccardi.
A Livorno fu protagonista del rinnovamento della città voluto dal gran principe Ferdinando, lavorando ai cantieri di molte fabbriche civili e religiose, nonché realizzando il monumento funebre di Marco Alessandro del Borro nel Duomo.
Disegnò per Fivizzano l'"ospedale nuovo" costruito nella locale piazza del Campo, con un doppio colonnato per un totale di quattordici archi a somiglianza dello Spedale degli Innocenti di Firenze; opera di cui rimane solo la foto perché distrutta dal violento terremoto del 1920. Disegnò ancora per Fivizzano l'Oratorio di San Carlo costruito nell'anno 1706 per volere del Governatore di Lunigiana Carlo Vieri e finanziato da Cosimo III dei Medici.
Tra i suoi seguaci Ferdinando Fuga, Filippo della Valle, Balthasar Permoser e Giovanni Baratta. Il figlio Pier Francesco fu uno storico e archeologo.

## Opere principali

### Scultura
- Tavole in marmo della Cappella Corsini nella Basilica di Santa Maria del Carmine (Sant'Andrea Corsini e la Battaglia di Anghiari, la Messa di sant'Andrea e l'Apoteosi di sant'Andrea Corsini), 1676-1683
- Bacco e Ariadne, bronzetto, National Gallery of Art, Washington, 1711-1724
- Busto di Vittoria della Rovere, Uffizi, post 1680
- Busto di Vittoria della Rovere, National Gallery of Art, Washington, 1685 circa
- Busto di Maria Maddalena d'Austria, Uffizi, 1684 circa
- Ciborio in argento, Duomo di Pisa, 1678-1686
- Busto di Ferdinando II de' Medici, Palazzo della Carovana, Pisa, 1681
- Facciata della chiesa dei Santi Michele e Gaetano, con altri artisti, 1683
- L'arrotino, 1688, con Balthazar Keller - Parco dello Château di Versailles.
- Suicidio di Ajace, 1690 circa - Metropolitan Museum of Art
- Drago nel parco della Villa di Pratolino (prima del 1700)
- Altare maggiore del presbiterio della chiesa di Santo Stefano dei Cavalieri, Pisa (1702-1709)
- Cassa reliquiario per le spoglie di Santa Maria Maddalena de' Pazzi, 1705, Monastero di Santa Maria Maddalena dei Pazzi, Firenze
- Altare della Cappella della Madonna delle Grazie, Duomo di Grosseto, 1709
- Busto di Cosimo III de' Medici, Palazzo della Carovana, Pisa, 1718
- Statua dell'Abbondanza, Colonna dell'Abbondanza, Firenze, 1721 (oggi sostituita da una copia)
- Busto di Galileo Galilei - Basilica di Santa Croce, Firenze
- Il Cardinale Leopoldo de' Medici - Musée du Louvre, Parigi
- Davide e Golia, bronzo, battuto alla'asta nel novembre 2004, collezione privata
- Disegno dell'Altare della Madonna, nella Basilica di Santa Maria, presso Impruneta
- Reliquiario di Santi domenicani, Tesoro dei Granduchi, Firenze
- Monumento funebre a Marco Alessandro del Borro, Duomo di Livorno (1701), danneggiato dai bombardamenti della seconda guerra mondiale
- Tomba di San Francesco Saverio, basilica del Bom Jesus (1698), Goa Vecchia (India portoghese)

### Architettura
- Granaio dell'Abbondanza, 1695

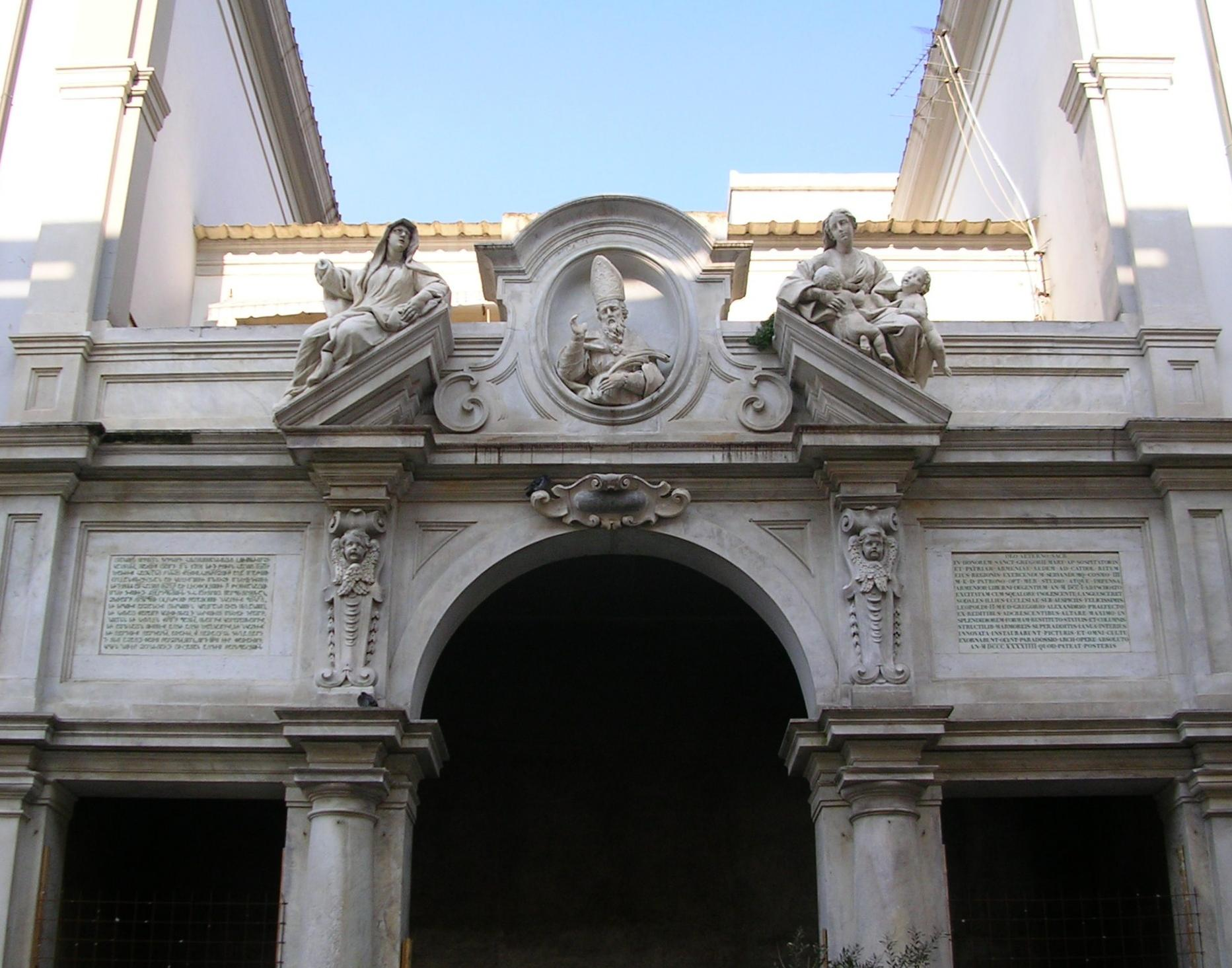
Sommità della facciata di San Gregorio Illuminatore, a Livorno, che contiene elementi tipici del linguaggio di Foggini

- Chiesa di Santa Maria dei Candeli, ristrutturazione, 1703
- Chiesa armena di San Gregorio Illuminatore, Livorno (inizio XVIII secolo, in gran parte distrutta)
- Facciata e soffitto della chiesa della Santissima Annunziata, Livorno (inizio XVIII secolo)
- Ristrutturazione della chiesa dell'ex convento di San Francesco de' Macci, 1704
- Chiesa di San Giorgio alla Costa, ristrutturazione, 1705-1708
- Tre palazzi in Piazza Grande, Livorno, 1705-1708 (distrutti dai bombardamenti del 1943)
- Palazzo delle Colonne di marmo, Livorno 1703 (attribuzione incerta)
- Chiesa di San Ferdinando, Livorno, 1707
- Chiesa dell'Addolorata nel Santuario di Montesenario, 1717
- Cappella privata del Gran Principe Ferdinando de' Medici, Palazzo Pitti, Firenze
- Cappella Feroni, Basilica della Santissima Annunziata, Firenze
- Villa Corsini a Castello, ristrutturazione
- Chiesa di Sant'Ambrogio, ristrutturazione
- Scalone monumentale, palazzo Medici Riccardi, Firenze
- Palazzo Viviani della Robbia, Firenze
- Palazzo della Gherardesca, ampliamento, Firenze